# Spigelia scabrella
Spigelia scabrella là một loài thực vật có hoa trong họ Mã tiền. Loài này được Benth. miêu tả khoa học đầu tiên năm 1840.